# Michael Amott
Michael Amott (ur. 28 lipca 1969 w Halmstadie) – szwedzki gitarzysta i kompozytor. Znany przede wszystkim z występów w grupach: Carnage, Carcass, Spiritual Beggars, Arch Enemy, czy Candlemass. Wykonał także gościnnie gitarowe, solowe partie w utworze Murder Fantasies, znajdującym się na albumie pt. Enemy of God grupy Kreator.
Działalność artystyczną rozpoczął w 1983 roku, w punkrockowej grupie Disaccord.
W 2004 roku muzyk został sklasyfikowany na 74. miejscu listy 100 najlepszych gitarzystów heavymetalowych wszech czasów według magazynu Guitar World.
Od 2008 roku Amott gra na gitarach firmy Dean.

## Życie prywatne
Amott ma młodszego brata, także muzyka - Christophera znanego z dokonań w Arch Enemy. Ma też córkę. Amott jest wegetarianinem.

## Instrumentarium
| Gitary - Dean USA Michael Amott Signature Tyrant guitar - Dean Schenker Flame V guitar - Dean 30th Anniversary V - ESP 2008 Ninja - ESP Ninja Michael Amott Signature Series - ESP AV-310MA Flying V - ESP Custom F-Series - Ibanez RG 550 - Gibson Les Paul Custom - Gibson Les Paul 1957 Goldtop Wzmacniacze i kolumny głośnikowe - Marshall JVM410H Amp - Randall V2 ninja Amp - Randall rm100m - Randall XL Cabinets - Peavey 5150 - Krank Revolution Amp - Krank Krankenstein Amp - Krank Revolution Cabinets (Celestion Vintage 30) |  | Efekty gitarowe - BOSS OC-2 pedal - BOSS TU-2 Chromatic Tuner - Digitech GSP1101 - Digitech Control 2 Foot Controller - Dunlop 19" Rack (Wah DCR-2SR) - Dunlop Zakk Wylde wah-wah pedal - Ibanez AD-9 Analog Delay - Ibanez TS-808 Tube Screamer - MXR Phase 90 - Providence PEC-2 Routing System - Roland SDE-3000 Rack Delay Unit - Seymour Duncan SFX-01 Pickup Booster - Shure ULXP4 Wireless Unit - Rocktron Hush Super C (Noise Gate) - VOX V847 wah-wah pedal - ZOOM G9.2tt - Maxon AF-9 Struny i kostki gitarowe - RotoSound Michael Amott Signature Set (Nickel on Steel) (11-59) - Dunlop Tortex Blue |

## Dyskografia
| - Carnage - Dark Recollections (1990) - Carcass - Necroticism – Descanting the Insalubrious (1991) - Furbowl - Those Shredded Dreams (1992, gościnnie gitara) - Carcass - Tools of the Trade (1992, EP) - Carcass - Heartwork (1993) - Deranged - Architects of Perversions (1994, gościnnie gitara) |  | - Carcass - Wake Up and Smell the... Carcass (1996, album kompilacyjny) - Candlemass - Dactylis Glomerata (1998) - The Haunted - One Kill Wonder (2003, gościnnie gitara) - Kreator - Enemy of God (2005, gościnnie gitara) - Annihilator - Metal (2007, gościnnie gitara) - Michael Schenker's Temple of Rock - Temple of Rock (2011, gościnnie gitara) |